# Cantonul Cerizay
Cantonul Cerizay este un canton din arondismentul Bressuire, departamentul Deux-Sèvres, regiunea Poitou-Charentes, Franța.

## Comune
| Comune                | Populație (1999) | Cod poștal | Cod INSEE |
| --------------------- | ---------------- | ---------- | --------- |
| Bretignolles          | 632              | 79140      | 79050     |
| Cerizay               | 4.624            | 79140      | 79062     |
| Cirières              | 950              | 79140      | 79091     |
| Combrand              | 1.130            | 79140      | 79096     |
| Courlay               | 2.411            | 79440      | 79103     |
| La Forêt-sur-Sèvre    | 2.306            | 79380      | 79123     |
| Montravers            | 378              | 79140      | 79183     |
| Le Pin                | 1.059            | 79140      | 79210     |
| Saint-André-sur-Sèvre | 655              | 79380      | 79236     |
| Saint-Jouin-de-Milly  | 210              | 79380      | 79261     |